# Marsh (Automarke)
Marsh war eine britische Automarke.

## Unternehmensgeschichte
Das Unternehmen aus Kettering begann 1904 mit der Produktion von Automobilen. Der Markenname lautete Kettering. 1905 endete die Produktion.

## Fahrzeuge
Im Angebot stand ein Dreirad. Ein Motor mit 3,5 PS Leistung trieb das Fahrzeug an. Zur Wahl standen Lenkradsteuerung und Griffsteuerung.